# ویلی تروگر
ویلی تروگر (به آلمانی: Willy Tröger) بازیکن فوتبال و مهاجم اهل آلمان شرقی بود که از سال ۱۹۵۴ میلادی عضو تیم ملی فوتبال آلمان شرقی بوده‌است. وی در ۱۵ بازی ملی حضور داشته و در بازی‌های ملی‌اش ۱۱ گل به ثمر رساند. ویلی تروگر آخرین بازی ملی خود را در سال ۱۹۵۹ میلادی انجام داد.